# The Bonehunters
The Bonehunters ist der sechste von zehn Romanen (in der deutschen Übersetzung sind es 19) im High-Fantasy-Zyklus Das Spiel der Götter des kanadischen Autors Steven Erikson. Er wurde erstmals 2006 veröffentlicht. Auf Deutsch wurde der Roman in zwei Bänden unter den Titeln Die Feuer der Rebellion und Die Knochenjäger publiziert, die in der Übersetzung durch Tim Straetmann 2007 und 2008 bei Goldmann erschienen. Er ist eine direkte Fortsetzung des vierten Teils House of Chains und verweist auf Ereignisse des fünften Romans Midnight Tides.

## Handlung
Die Feuer der Rebellion beginnt zwei Monate nach den Ereignissen von Der Krieg der Schwestern / Das Haus der Ketten. Die 14. malazanische Armee hat die Armee des Wirbelwinds vernichtet und Mandata Tavore Paran hat Sha'ik hingerichtet. Die Vierzehnte drängt jetzt nach Westen und verfolgt die Überreste der Wirbelwind-Rebellion unter Leoman von den Dreschflegeln; letzterer hat sich in der Festungsstadt Y'Ghatan verschanzt. Dort hatte das malazanische Imperium zuvor eine größte Niederlage erlebt, wobei das Erste Schwert – der Dal Honese Dassem Ultor – scheinbar ums Leben kam.
Unterdessen ist Dujeks zusammengeschrumpfte Truppe an der Nordostküste des Subkontinents der sieben Städte gelandet, um sich and Niederschlagung der Rebellion zu beteiligen. Die Imperatrix Laseen hat der Armee neue, unerfahrene Rekruten geschickt, um die Lücken zu schließen. Bevor Dujek der Mandata zu Hilfe kommen kann, bricht eine tödliche Seuche aus und fesselt die Soldaten an ihr Lager. 
Leoman stellt der 14. Armee in Y'Ghatan eine Falle, indem er große Teile der Stadt mit Öl tränkt und dieses nach dem Eindringen der Malazaner anzündet. Fast alle Überlebenden der Aufständischen und über 2.000 Soldaten der Malazaner kommen um, Leoman selbst flieht mithilfe einer Göttin. Tavore zieht danach nach Norden zur Armee Dujeks, während ohne Tavores Kenntnis ein Teil der Brückenverbrenner mit weiteren Soldaten in unterirdischen Bereichen der brennenden Stadt überlebt hat und zurückbleibt.
Vor und während der Schlacht um Y'Ghatan reist Ganoes Paran, der neue Herr der Drachenkarten, aus Genabackis mit der Unterstützung einer magischen Händergilde in Das Erwachende – ein Schattengewirr – und befreit dort die Deragoth, um einen gefährlichen Vielwandler zu vernichten. Danach gelangt er zu Dujeks Armee vor G'danisban und erfährt, dass die Führung der 2. malazanischen Armee an der Seuche erkrankt ist; kurzerhand wird der zu Hauptmann Gütig und übernimmt das Kommando.
Parallel dazu reist Apsalar nach Y'Ghatan und trifft dort auf die überlebenden Malazaner, die sich mittlerweile aus dem Untergrund der Stadt befreien konnten; gemeinsam versuchen sie, die 14. Armee auf dem Weg nach G'danisban zu erreichen.
Schlitzer und Heboric beschützen – zusammen mit dem Dämon Graufrosch – die aus der Raraku geflohene Jüngere Felisin, angenommene Tochter von Sha'ik, und die schwangere Scillara auf dem Weg zur Otataral-Insel im Norden. In der Nähe eines kleinen Dorfes werden sie von den Ungebundenen, sieben gefallenen T'lan Imass – niedergemacht, wobei scheinbar alle außer Felisin sterben; die T'lan Imass entführen Felisin im Auftrag des Verkrüppelten Gottes. L'oric, der ehemalige Hohemagier von Sha'ik trifft dort ein und kann sowohl Schlitzer, als auch Scillara heilen.
Anderswo verschieben sich die Machtverhältnisse am kaiserlichen Hof von Unta (der Hauptstadt des Imperiums), und seltsame schwarze Schiffe wurden in den Gewässern um Quon Tali und den sieben Städten gesichtet. Die Suche der Expeditionstruppe des Letherii-Imperiums, Krieger zu finden, die es würdig sind, sich Kaiser Rhulad Sengar im Kampf zu stellen, wird gleich doppelt beantwortet.

## Kritik
Publishers Weekly nannte das Buch "gewichtig und grimmig" und dass Erikson es schafft, "die Fans zu beschäftigen, während sich unzählige Handlungsstränge verheddern und ausbreiten".

## Ausgaben
- The Bonehunters. Bantam Press, 2006, ISBN 0-593-04630-7.
  - Die Feuer der Rebellion. Goldmann, 2007, ISBN 978-3-442-24469-0.
  - Die Knochenjäger. Goldmann, 2008, ISBN 978-3-442-24499-7.